# Moniga del Garda
Moniga del Garda est une commune italienne de la province de Brescia dans la région Lombardie en Italie.

## Histoire
La première preuve historique pour Moniga sont romaine: une plaque votive dédiée à Neptune probablement érigé par deux pêcheurs.
Le château, ainsi que d'autres sur le lac, remonte à Xe siècle période des invasions par les Hongrois.
L'histoire de Moniga est lié à la république de Venise.
La partie la plus ancienne du pays est situé dans la localité « Pozzo », où les petites routes traversent les vieilles zones résidentielles.

## Administration
| Période                                  | Période  | Identité     | Étiquette | Qualité |
| ---------------------------------------- | -------- | ------------ | --------- | ------- |
| 28 mai 2006                              | En cours | Lorella Lavo | PD        | -       |
| Les données manquantes sont à compléter. |          |              |           |         |

### Communes limitrophes
Bardolino, Manerba del Garda, Padenghe sul Garda, Soiano del Lago